# Gobierno de los Cien Días
El Gobierno de los Cien Días es el nombre por el cual suele conocerse tanto el periodo como el propio gobierno de Ramón Grau San Martín en Cuba, desde el 10 de septiembre de 1933 hasta el 15 de enero de 1934, duración por la cual recibió esta denominación, pero duró 127 días.

## Antecedentes
El pueblo descontento con la dictadura de Gerardo Machado llevó a cabo diversas actividades de protesta pacíficas y violentas, que culminaron con la huelga general de agosto de 1933, debido a la demagogia y a la represión del gobierno de Machado, que llevó al derrocamiento del gobierno el 12 de agosto de 1933, cuando Machado perdió el apoyo de las fuerzas armadas, renunció y huyó en un avión a Bahamas con algunos amigos. Su familia viajó a Miami en un yate. El 12 de agosto asumió como presidente de facto el general Alberto Herrera y Franchi, jefe del ejército del gobierno de Machado. Desde el 13 de agosto al 4 de septiembre de 1933 el presidente provisional fue Carlos Manuel de Céspedes y Quesada. El 4 de septiembre fue derrocado Céspedes por un golpe de Estado dado por las clases y soldados del Campamento Militar de Columbia en La Habana dirigidos por el sargento Fulgencio Batista.

## Los Cien Días
El 4 de septiembre de 1933 comenzó así de facto un gobierno militar no formado por oficiales, sino por sargentos, cabos y soldados. Tras un efímero gobierno colegiado denominado Pentarquía, formado por cinco miembros y que duró tan solo cinco días, el 10 de septiembre se formó un nuevo gobierno de corte burgués, siendo el profesor universitario Ramón Grau San Martín elegido presidente del mismo, a instancias de los estudiantes universitarios y de la Junta Revolucionaria de Columbia. El nuevo y heterogéneo gobierno reunía tres tendencias: Antonio Guiteras Holmes era el representante del ala izquierdista revolucionaria, Fulgencio Batista era la cabeza del ala derechista tradicionalista, y Grau era el nexo entre ambas, representante del ala reformista nacional.
De esta forma, el nuevo gobierno impulsó importantes medidas de corte democrático para el pueblo de Cuba. Batista desempeñaba el cargo de coronel en jefe de todas las Fuerzas Armadas de Cuba nombrado por el pentarca Sergio Carbó, y que en reiteradas ocasiones no estaba de acuerdo con las decisiones de Guiteras, muchas de ellas en  contra de la oligarquía cubana, y afectando por tanto también los intereses de muchas compañías estadounidenses.
Se dispusieron varias medidas, como la instauración de la Secretaría (Ministerio) de Trabajo, el establecimiento de un salario mínimo, la determinación de que la jornada laboral fuera solo de 8 horas, la depuración de los órganos estatales, la nacionalización del trabajo y que la mitad de los empleos fueran desempeñados por los nacidos en Cuba, la rebaja de los artículos de primera necesidad, la reducción de los impuestos de la energía eléctrica, la autonomía universitaria y la intervención de la Compañía Cubana de Electricidad (empresa subsidiaria de la norteamericana Electric Bond & Share), realizada personalmente por Guiteras como Secretario de Gobernación, Guerra, y Marina, a través del Decreto 172.
Estas medidas no fueron aplicadas completamente, debido a la efímera duración del gobierno. La administración aceptó a los reformistas por primera vez en ese país, lo que posibilitó que Guiteras pudiera llevar a cabo con mayor precisión su lucha en bienestar de la sociedad cubana. Sin embargo, las divergencias internas del gobierno, y la poca experiencia del movimiento obrero y las masas en su lucha por lograr sus objetivos, atentó contra la subsistencia del mismo.
En septiembre de 1933 ocurrió un levantamiento contra el gobierno de Grau de 467 oficiales militares, incluidos 140 de la Marina de Guerra, que habían sido depuestos por la sublevación de clases y soldados del 4 de septiembre de 1933. Los oficiales se atrincheraron en el Hotel Nacional en La Habana, donde se hospedaba el embajador estadounidense Sumner Welles (se fue de allí antes de la batalla) y se encontraba convaleciente de una operación por una úlcera péptica perforada el mayor general Julio Sanguily Echarte (1879-1935), depuesto jefe del Ejército Nacional en el gobierno de Céspedes. El 2 de octubre de 1933 se produjo un ataque por tierra al hotel que duró 11 horas, apoyado por fuego de artillería del buque Patria desde aguas cercanas al hotel, que dañó varios pisos del hotel. Los sublevados ripostaron al ataque con armas previamente almacenadas en el hotel, pero luego se rindieron derrotados el día 2; algunos fueron matados después de rendirse. El saldo de la batalla fue 14 oficiales muertos y 17 heridos de los sitiados, y unos 80 muertos y 200 heridos (incluidos civiles) entre los miembros del Ejército Nacional que participaron en la batalla, según reportó Sumner Welles a su gobierno; un civil estadounidense fue muerto por accidente. Civiles pertenecientes a la organizaciones “Pro Ley y Justicia” y “ABC Radical” apoyaron al Ejército en el ataque al hotel. Barcos de guerra de EE. UU. estaban próximos a La Habana por si recibían órdenes de intervenir en Cuba, autorizados por la Enmienda Platt.
El 8 y 9 de noviembre de 1933 se produjo en La Habana una sublevación contra el gobierno de Grau por parte de la Aviación militar, varias unidades de la policía habanera, miembros de la organización secreta ABC, fundada en 1931 para luchar contra la dictadura de Gerardo Machado, menocalistas (partidarios del expresidente Menocal), y el caudillo antimachadista Blas Hernández con sus seguidores. Los sublevados contaban con militares y policías en activo, y estaban dirigidos por el comandante Ciro Leonard. Los sublevados lograron tomar en La Habana los cuarteles de San Ambrosio y de Dragones, la jefatura de la Policía Nacional y varias estaciones de policía, bombardearon algunos sitios en el Campamento Militar de Columbia e intentaron sin éxito bombardear el Palacio Presidencial. Blas Hernández con un grupo atacó por tierra el Palacio Presidencial, pero no pudo ocuparlo, y se tuvo que retirar con muchas bajas. El coronel Batista, jefe del Ejército, designó al capitán Gregorio Querejeta como jefe de las operaciones militares contra los insurgentes, que fueron perdiendo terreno y se refugiaron en el Castillo de Atarés, dirigidos por el comandante Leonard y por Blas Hernández. El ejército sitió el 9 de noviembre la fortaleza y atacó con fuego de artillería por tierra y desde el buque Patria y el crucero Cuba en la bahía de La Habana, provocando muchas bajas entre los sitiados, que luego se rindieron. Leonard se suicidó antes de ser capturado, y Blas Hernández fue matado al rendirse. En total hubo unos 150 muertos y 300 heridos en Atarés.

### Fin y transición
El gobierno de Cien Días de Ramón Grau San Martín duró hasta el 15 de enero de 1934, cuando Grau fue obligado a renunciar por Fulgencio Batista, quien había estado conspirando con Jefferson Caffery, enviado especial del presidente de Estados Unidos y futuro embajador. Grau fue reemplazado por Carlos Hevia (3 días), y este por su canciller Manuel Márquez Sterling (6 horas), que fue sustituido por Carlos Mendieta, cuyo gobierno fue reconocido por Estados Unidos y nombró como embajador a Jefferson Caffery, que asumió el puesto el 28 de febrero de 1934.